# Carigador
Carigador (in croato Karigador) è un insediamento croato nel comune di Verteneglio, in Istria.

## Il nome
Carigador è così chiamato per il fatto che in tale località i trabaccoli, bettoline di piccolo cabotaggio, si fermavano a caricare ("carigar" in dialetto veneto) vino, legna e derrate alimentari destinate ad altre località costiere istriane. La località originale tuttavia si chiama Daila.
Etnie e lingue
Carigador si trova nel comune di Verteneglio che è il secondo comune croato, dopo Grisignana, per numero di italiani (37,37%) e di italofoni (41,29%).

## Monastero di Daila
Nelle vicinanze di Carigador oggi nel comune di Cittanova, vi era l'antico monastero benedettino di San Giovanni Battista di Daila (oggi abbandonato). Il monastero era proprietario di vasti possedimenti (stanzie) tutti coltivati. Olio, vino, legna di rovere erano le merci principali che venivano prodotte.

## Società

### Evoluzione demografica
| 1880 | 1890 | 1900 | 1910 | 1948 | 1953 | 1961 | 1971 | 2001 | 2011 |
| 15   | 11   | 16   | 29   | 52   | 34   | 40   | 42   | 141  | 194  |